# Aseraggodes whitakeri
Aseraggodes whitakeri is een  straalvinnige vissensoort uit de familie van eigenlijke tongen (Soleidae). De wetenschappelijke naam van de soort is voor het eerst geldig gepubliceerd in 1966 door Woods.